# الاکامیسی امبوهیماها
الاکامیسی امبوهیماها (به لاتین: Alakamisy Ambohimaha) یک سکونتگاه مسکونی در ماداگاسکار است که در هائوته ماتسیاترا واقع شده‌است.

## خصوصیات
الاکامیسی امبوهیماها ۲۲٬۰۰۰ نفر جمعیت دارد و ۱٬۱۴۵ متر بالاتر از سطح دریا واقع شده‌است.